# یووال استاینیتز
یووال استاینیتز (به عبری: יובל שטייניץ) فیلسوف و سیاستمدار اسرائیلی که از ۱۹۹۹ تا ۲۰۲۲ عضو کنست از حزب لیکود و از ۲۰۰۹ تا ۲۰۲۱ در چند پست وزارتی مثل وزیر دارایی، وزیر اطلاعات، وزیر روابط خارجی، وزیر امور راهبردی و وزیر انرژی و زیرساخت اسرائیل بوده‌است.

## تحصیلات
وی دارای مدرک کارشناسی و کارشناسی ارشد در رشته فلسفه از دانشگاه عبری اورشلیم است.
وی مدرک دکترای خود را از دانشگاه تل‌آویو در رشته فلسفه کسب کرد.
پس از آن به تدریس فلسفه در دانشگاه حیفا مشغول شد و نهایتاً در سال ۱۹۹۹ میلادی به عضویت در کنست برگزیده شد.